# ラウール・ガルシア
ラウール・ガルシア・エスクデロ（スペイン語: Raúl García Escudero、 1986年7月11日 - ）は、スペイン・パンプローナ出身の元サッカー選手。現役時代のポジションはミッドフィールダー。
オサスナでキャリアをスタートさせ、キャリアのほとんどをアトレティコ・マドリードとアスレティック・ビルバオで過ごした。37歳で現役を引退したガルシアはアンドニ・スビサレッタとホアキン・サンチェスに次いでスペイン1部リーグ歴代3位の出場数記録を持っている。

## クラブ経歴

### オサスナ
地元のCAオサスナの下部組織で育ち、2004年10月24日のFCバルセロナ戦(0-3)でデビューし、2005年10月26日のアスレティック・ビルバオ戦(3-2)で初得点を挙げた。2005年夏に移籍したパブロ・ガルシアのポジションを引き継ぎ、初のフルシーズン参戦となった2005-06シーズンはリーグ戦で4位躍進の立役者となった。2006-07シーズンに出場したUEFAチャンピオンズリーグは予選で敗退したが、UEFAカップでは12試合に出場して1得点を挙げ、チームのベスト4進出に貢献した。オサスナ時代は「パンプローナのジダン」との異名をとった。

### アトレティコ・マドリード
2007年7月、アトレティコ・マドリードと5年契約を結び、デビューから2006年までCAオサスナで指導を受けたハビエル・アギーレ監督と再会した。移籍金は1,300万ユーロが支払われた。2010年1月にユヴェントスから加入したティアゴ・メンデスにポジションを奪われたが、2009-10シーズンのUEFAヨーロッパリーグ決勝・フラム戦はティアゴが出場できず、ラウール・ガルシアがフル出場して優勝に貢献した。同シーズンのコパ・デル・レイ決勝・セビージャ戦は後半から出場したが、0-2で敗れて準優勝に終わった。2010年8月27日のUEFAスーパーカップ・インテル・ミラノ戦にはフル出場し、試合終了間際にゴラン・パンデフへのファールでPKを取られたが、このPKをダビド・デ・ヘアがセーブし、2-0で勝利した。

### アスレティック・ビルバオ
2015年8月、アスレティック・ビルバオに完全移籍。ロングボールを主体とした戦術と自身のプレースタイルがマッチしていたこともあり、1年目からレギュラーを獲得し、中心選手として活躍。
2016-17シーズン開幕前、定期的な健康診断で心電図で小さな異常が検出された。
2016年11月20日から12月1日の間には、キャリアで初めて4試合連続（ビジャレアル戦、サッスオーロ戦、ラス・パルマス戦、ラシン・サンタンデール戦）で得点を重ねた。
2017年4月29日、ガルシアはセルタ戦（3-0）の2ゴールを決め、キャリア2度目のリーグ戦10ゴールを達成した。
2018年3月11日、レガネス戦で2得点を挙げてプロ100ゴールを挙げた。
また、2017−18シーズンにはリーグ戦10ゴールを決め、プリメーラ・ディビシオンでのチーム内得点王に輝いた。
2018年5月上旬には以前から抱えていた軽度の不整脈に対する心臓の手術を受け、手術からおよそ3週間後にはビルバオとの契約を2020年まで延長することも発表された。
2019年2月、サン・マメスで行われたSDエイバルとのダービーマッチではキックオフから僅か44秒でゴールネットを揺らした。
2020年12月31日、ガルシアはラ・リーガで500試合目の出場を果たした11人目の選手になり、ビルバオの選手としては初の快挙を達成した。
2019-20シーズンはこれまでのキャリアで最多となるリーグ戦15ゴールを挙げた。
2022年1月16日、スーペルコパ・デ・エスパーニャ決勝でレアル・マドリードと対戦。2点ビハインドの状況から試合終盤にPKを得て、キッカーのガルシアは中央に蹴った。GKのティボ・クルトゥワは右に横っ飛びしたものの残していた左足にセーブされ、スコアは動くことなくビルバオは準優勝となった。
5月7日のバレンシア戦で、ラ・リーガ通算551試合出場を達成し、ラウル・ゴンザレスを抜いて歴代3位に浮上した。
2024年2月12日、アルメリアとの試合に出場したガルシアは、史上3人目となるスペイン1部リーグ通算600試合出場を果たした。
4月6日、ビルバオにとって40年ぶりとなる国王杯優勝を果たすと、優勝から約10日後の16日にガルシアはシーズン終了後に現役を退くことを発表した。
5月19日、サン・マメスでの最後の試合となったセビージャ戦では前半にヘディングで得点を挙げ、その直後には同シーズンでビルバオを退団することを表明していたイケル・ムニアインが追加点を挙げて2-0で勝利し、ホームゲームで有終の美を飾った。

## 代表経歴
2004年から2005年にはU-19スペイン代表に選ばれた。2004年9月17日、U-19ドイツ代表との試合ではハットトリックを達成し4-1の勝利に貢献した。2006年から2009年までプレーしたU-21スペイン代表では主軸を務め、2009年にはUEFA U-21欧州選手権2009に出場した。

### A代表
2014年8月、フランスとの国際親善試合及び、マケドニアとEURO2016予選を戦うA代表に選出された。9月4日、スタッド・ド・フランスで開催されたフランス代表との試合で先発出場してA代表デビューを飾った。なお、この試合ではガルシアの他にダニ・カルバハル、ミケル・サン・ホセ、パコ・アルカセルらも代表デビューを果たしていた。

## 個人成績
2022年5月26日現在
| クラブ                   | シーズン       | リーグ         | リーグ | リーグ | 国王杯 | 国王杯 | 国際大会 | 国際大会 | その他 | その他 | 通算 | 通算 |
| クラブ                   | シーズン       | ディビジョン   | 出場   | 得点   | 出場   | 得点   | 出場     | 得点     | 出場   | 得点   | 出場 | 得点 |
| ------------------------ | -------------- | -------------- | ------ | ------ | ------ | ------ | -------- | -------- | ------ | ------ | ---- | ---- |
| オサスナB                | 2004-05        | セグンダB      | 28     | 3      | —      | —      | —        | —        | —      | —      | 28   | 3    |
| オサスナ                 | 2004-05        | ラ・リーガ     | 2      | 0      | 1      | 0      | —        | —        | —      | —      | 3    | 0    |
| オサスナ                 | 2005-06        | ラ・リーガ     | 33     | 5      | 1      | 0      | 2        | 0        | —      | —      | 36   | 5    |
| オサスナ                 | 2006-07        | ラ・リーガ     | 33     | 4      | 5      | 0      | 14       | 1        | —      | —      | 52   | 5    |
| オサスナ                 | クラブ通算     | クラブ通算     | 68     | 9      | 7      | 0      | 16       | 1        | —      | —      | 91   | 10   |
| アトレティコ・マドリード | 2007-08        | ラ・リーガ     | 35     | 3      | 5      | 0      | 9        | 1        | —      | —      | 49   | 4    |
| アトレティコ・マドリード | 2008-09        | ラ・リーガ     | 36     | 3      | 2      | 0      | 10       | 1        | —      | —      | 48   | 4    |
| アトレティコ・マドリード | 2009-10        | ラ・リーガ     | 20     | 0      | 9      | 0      | 12       | 0        | —      | —      | 41   | 0    |
| アトレティコ・マドリード | 2010-11        | ラ・リーガ     | 29     | 1      | 5      | 0      | 6        | 0        | 1      | 0      | 41   | 1    |
| アトレティコ・マドリード | 2011-12        | ラ・リーガ     | 0      | 0      | 0      | 0      | 2        | 0        | —      | —      | 2    | 0    |
| アトレティコ・マドリード | 2012-13        | ラ・リーガ     | 30     | 5      | 8      | 2      | 8        | 2        | 1      | 0      | 47   | 9    |
| アトレティコ・マドリード | 2013-14        | ラ・リーガ     | 34     | 9      | 7      | 4      | 12       | 4        | 0      | 0      | 53   | 17   |
| アトレティコ・マドリード | 2014-15        | ラ・リーガ     | 31     | 4      | 4      | 2      | 10       | 2        | 2      | 1      | 47   | 9    |
| アトレティコ・マドリード | 2015-16        | ラ・リーガ     | 1      | 0      | 0      | 0      | 0        | 0        | —      | —      | 1    | 0    |
| アトレティコ・マドリード | クラブ通算     | クラブ通算     | 216    | 25     | 40     | 8      | 69       | 10       | 4      | 1      | 329  | 44   |
| オサスナ (loan)          | 2011-12        | ラ・リーガ     | 33     | 11     | 2      | 0      | —        | —        | —      | —      | 35   | 11   |
| アスレティック・ビルバオ | 2015-16        | ラ・リーガ     | 30     | 7      | 2      | 1      | 9        | 3        | 0      | 0      | 41   | 11   |
| アスレティック・ビルバオ | 2016-17        | ラ・リーガ     | 36     | 10     | 3      | 3      | 7        | 1        | —      | —      | 46   | 14   |
| アスレティック・ビルバオ | 2017-18        | ラ・リーガ     | 34     | 10     | 2      | 1      | 12       | 3        | —      | —      | 48   | 14   |
| アスレティック・ビルバオ | 2018-19        | ラ・リーガ     | 33     | 9      | 1      | 0      | —        | —        | —      | —      | 34   | 9    |
| アスレティック・ビルバオ | 2019-20        | ラ・リーガ     | 35     | 15     | 8      | 0      | —        | —        | —      | —      | 43   | 15   |
| アスレティック・ビルバオ | 2020-21        | ラ・リーガ     | 34     | 5      | 6      | 3      | —        | —        | 2      | 2      | 42   | 10   |
| アスレティック・ビルバオ | 2021-22        | ラ・リーガ     | 35     | 6      | 5      | 1      | —        | —        | 2      | 0      | 42   | 7    |
| アスレティック・ビルバオ | 2022-23        | ラ・リーガ     | 35     | 2      | 7      | 1      | —        | —        | —      | —      | 41   | 3    |
| アスレティック・ビルバオ | 2023-24        | ラ・リーガ     | 20     | 1      | 5      | 0      | —        | —        | —      | —      | 25   | 1    |
| アスレティック・ビルバオ | クラブ通算     | クラブ通算     | 237    | 62     | 27     | 9      | 28       | 7        | 4      | 2      | 296  | 80   |
| キャリア総通算           | キャリア総通算 | キャリア総通算 | 637    | 113    | 88     | 18     | 113      | 18       | 8      | 3      | 846  | 152  |

1. 1 2 3 4 5 6 7 8  UEFAヨーロッパリーグ
2. 1 2  UEFAチャンピオンズリーグとUEFAカップに出場
3. 1 2 3  UEFAチャンピオンズリーグ
4. 1 2  UEFAスーパーカップ
5. 1 2 3  スーペルコパ・デ・エスパーニャ
6. ↑  2021年に行われたコパ・デル・レイ2020の決勝も含む

### 代表での成績
- 国際Aマッチ 2試合0得点 (2014)

| スペイン代表 | 国際Aマッチ | 国際Aマッチ |
| 年           | 出場        | 得点        |
| ------------ | ----------- | ----------- |
| 2014         | 2           | 0           |
| 通算         | 2           | 0           |

## タイトル
アトレティコ・マドリード
- リーガ・エスパニョーラ : 2013-14
- コパ・デル・レイ : 2012-13
- スーペルコパ・デ・エスパーニャ : 2014
- UEFAヨーロッパリーグ : 2009-10,
- UEFAスーパーカップ : 2010, 2012

アスレティック・ビルバオ
- スーペルコパ・デ・エスパーニャ : 2021
- コパ・デル・レイ : 2023-24